# Martha Hofmann
Martha Hofmann (geboren 29. August 1895 in Wien, Österreich-Ungarn; gestorben 9. November 1975 in Wien) war eine österreichische politische Aktivistin und Schriftstellerin. Sie schrieb auch unter dem Pseudonym Melitta Holl.

## Leben
Martha Hofmann war das achte von neun Kindern des Wiener Holzgroßhändlers Edmund Hofmann und der Henriette Hock. Der Vater war Honorarprofessor an der Wiener Hochschule für Bodenkultur, er starb 1923, die Mutter 1941, die älteste Schwester wurde Opfer des Holocaust, den anderen Geschwistern gelang die Flucht, darunter die Kunsthistorikerin Else Hofmann (1893–1960).
Hofmann besuchte das Lyzeum des Beamtentöchtervereins und die Schwarzwaldschule in Wien, wo sie 1914 die Matura erhielt. Während des Ersten Weltkriegs war sie zeitweise als Krankenpflegerin tätig. Sie studierte klassische Philologie, Germanistik und Archäologie in Wien, Berlin, Leipzig und Heidelberg. 1920 wurde sie mit der Dissertation „De fabula Platonica“ promoviert und machte ein Schulpraktikum an der Odenwaldschule. Nach der Lehramtsprüfung für Latein und Griechisch 1921 unterrichtete Hofmann an der Zwi-Perez-Chajes-Schule in Wien Deutsch, Latein und Griechisch. In den 1920er Jahren leitete Hofmann die Kulturarbeit der Women’s International Zionist Organisation (WIZO) in Österreich. 1927 verlor sie bei einem Autounfall in Palästina den rechten Arm. In Wien unterrichtete sie außerdem an dem von Anitta Müller-Cohen gegründeten Jüdischen Zentrum und engagierte sich in der Arbeiterorganisation Poale Zion. 1927 war sie Teilnehmerin beim Jüdischen Weltkongress in Basel. 1930 fungierte sie ein Jahr lang als Leiterin der Kulturarbeit der WIZO in London und gab im selben Jahr die Festschrift „Zehn Jahre WIZO“ in Wien heraus. 1935 besuchte sie erneut Palästina.
Hofmann veröffentlichte Gedichte und literarische Beiträge in der Wiener Morgenzeitung, der Neuen Freien Presse, der Jüdischen Rundschau (Berlin), in Die Stimme (Wien), Menorah und Der Jude. 1925 gab sie mit Ludwig Bató den „Jüdischen Jahresalmanach“ heraus. 1932 gewann sie einen Kurzgeschichtenpreis des Neuen Wiener Journals.
Nach dem Anschluss Österreichs 1938 wurde Hofmann als Jüdin aus dem Schuldienst entlassen. Sie flüchtete nach London und 1939 nach Palästina, wo sie sich als Sprachlehrerin durchschlug. Bei dem Einstieg in die publizistische Arbeit in Presse und Rundfunk fand sie Unterstützung durch den Literaturkritiker Natan Bistritzki, den Politiker Salman Rubaschow und den Schriftsteller Shin Shalom. Da sie in Palästina auch nach sieben Jahren nicht heimisch geworden war, zog sie 1946 zu einer Schwester nach Genf, absolvierte eine Dolmetschausbildung und „freundete sich mit dem jiddischen Dichter Lajser Ajchenrand an“.
Gegen ihre innere Überzeugung und mangels Alternativen zog sie nach Österreich zurück. 1949 wurde Hofmann in Österreich wieder in den Schuldienst aufgenommen. Nebenher arbeitete sie für das Bildungsreferat des Österreichischen Gewerkschaftsbunds und publizierte in dessen Zeitschrift „Der Bildungsfunktionär“, sie wurde Mitglied der Sozialdemokratischen Partei Österreichs (SDAP). 1957 verließ sie den Schuldienst. Hofmann war Vorstandsmitglied des Österreichischen P.E.N.-Clubs sowie des Österreichischen Schriftstellerverbands. Sie war befreundet mit Rudolf Felmayer und Ernst Waldinger.
Hofmann gewann 1953 den literarischen Chagall-Wettbewerb der Wiener Albertina. 1954 erhielt sie den Georg-Trakl-Preis für Lyrik und 1963 den Theodor-Körner-Preis für Literatur. 1970 wurde sie mit dem Ehrenkreuz für Wissenschaft und Kunst ausgezeichnet.

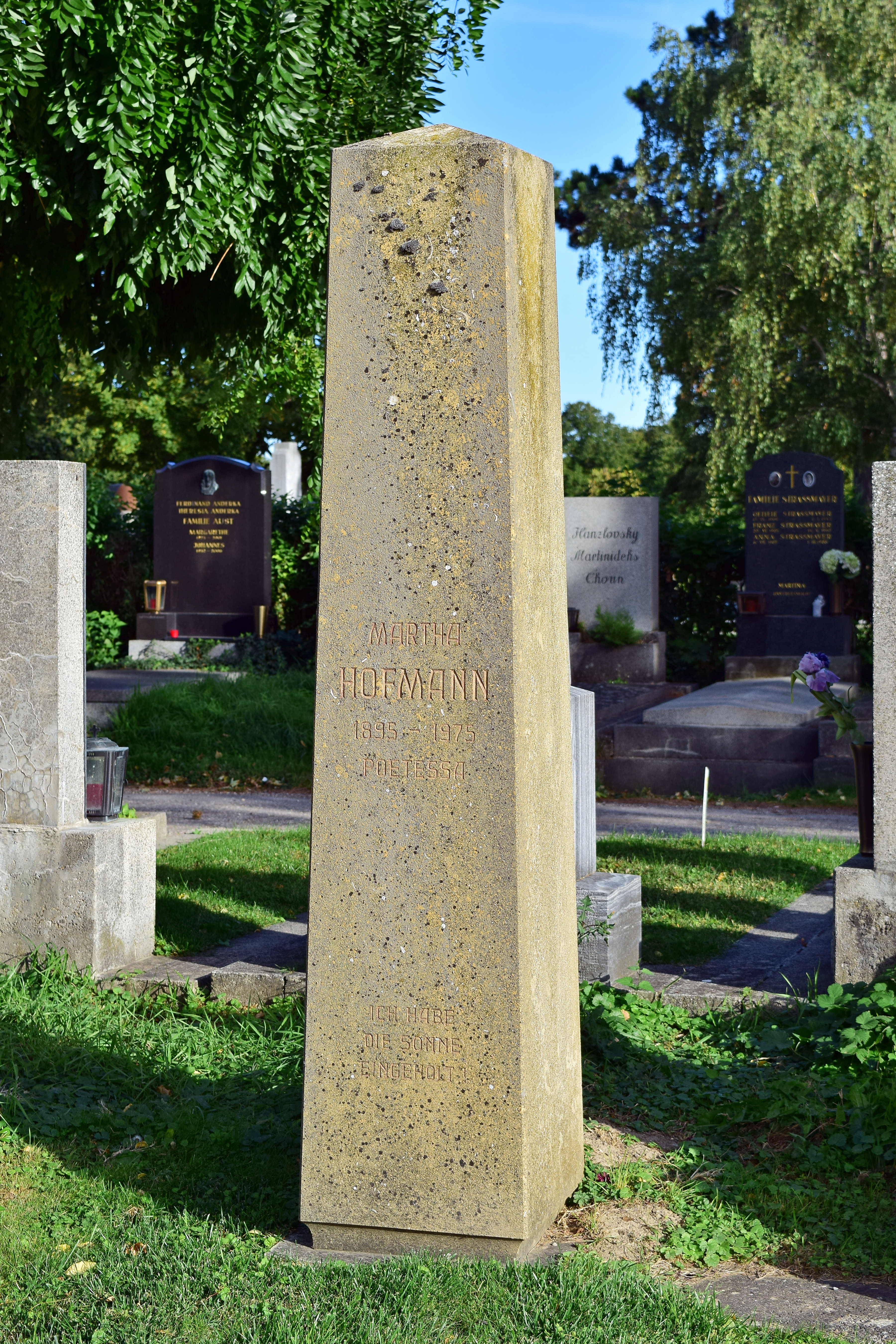
Grabstätte

Hofmann ist auf dem Wiener Zentralfriedhof (Ehrengrabgruppe 40) bestattet.

## Werke (Auswahl)
- Das blaue Zelt. Gedichte. Wien : Saturn, 1934.
- Dinah und der Dichter. Hebräische Übersetzung. Tel-Aviv, 1942 (eine Kafka-Novelle).
- On the Crossroads. Schauspiel. London, 1945.
- Die Sternenspur. Neue Gedichte (1935–1947). Zürich : Oprecht, 1948.
- Persephone und sieben Kapitel vom Sterben der Kreatur. Innsbruck : Österreichische Verlagsanstalt, 1950.
- Wandelsterne. Gedichte. Wien : Jupiter, 1954.
- Nomadenzüge. Zyklische Dichtungen. Wien : Bergland, 1957.
- Das Morgenland liegt gegen Abend. Neue Gedichte. Wien : Österreichische Verlagsanstalt, 1962.
- Konstellationen. Ausgewählte Essays (1945–1965). Wien : Bergland, 1966.
- Theodor Herzl – Werden und Weg. Essay. Frankfurt am Main : Ner-Tamid, 1966.
- Aus der Mappe meiner Urgroßmutter. Autobiografie. In: Josef Fraenkel: The Jews of Austria. London : Valentine Mitchell, 1967.
- Konstellationen. Ausgewählte Essays (1945–1965). Wien : Bergland, 1966.
- Begegnungen, helldunkel. Neue Verse. Wien : Bergland, 1969.
- Besinnungslandschaften. Freiburg im Breisgau : Eulen, 1992.
- Wegelandschaften. Freiburg im Breisgau : Eulen, 1998.